# Sinclair Radionics
Sinclair Radionics Ltd — компания, основанная Клайвом Синклером в 1961 году в Кембридже (Англия). Компания разрабатывала высокотехнологичные продукты, такие как радио, калькуляторы, научные приборы и др.